# Ставленая грамота

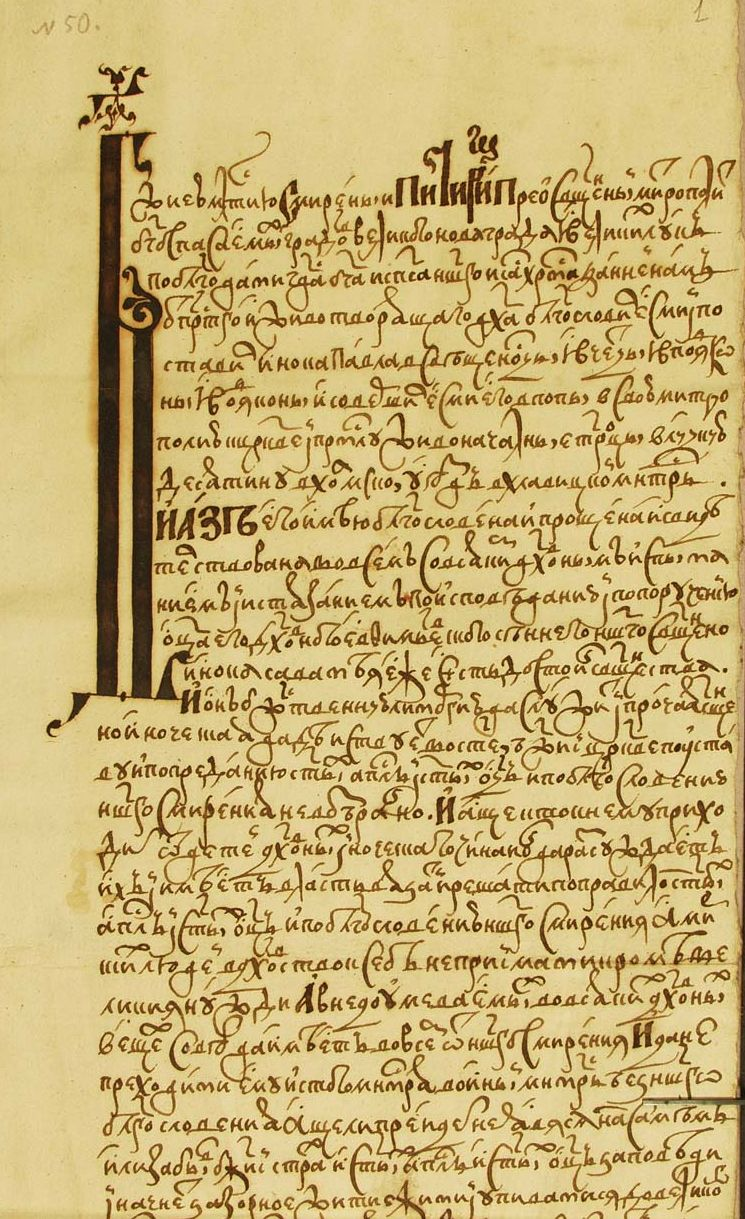
Ставленая грамота митрополита Новгорода и Великих Лук Питирима иноку Павлу при посвящении его в иеромонаха (8 мая 1665 года)

Ста́вленая гра́мота — документ, выдаваемый епископом священнослужителю, в удостоверение действительности и правильности его рукоположения, с указанием его степени и принадлежащих ему прав. Также называется: епистолия составительная, каноническая грамота, писание ставильное, ставленническая грамота.

## История
Ставленная грамота является древним установлением, ещё в апостольской Церкви были известны так называемые представительные грамоты (Апостольские правила № 12 и 33), без которой никто из клириков не мог быть принимаем в церковное общение в другой общине, а выдававшиеся иногда мирянам представительные грамоты имели значение рекомендательных писем (2Кор. 3:1) или свидетельства о принадлежности к Церкви Христовой. Четвёртый Вселенский собор в 451 году определил выдавать «убогим и вспоможения требующим» мирные церковные письма (мирные грамоты) вместо представительных, которые предназначались лишь для лиц, находящихся под сомнением (11 правило), и клириков, неизвестных в месте их нового пребывания (13 правило).
Представительные грамоты для клириков иногда назывались «каноническими» или «правильными», «Славянская Кормчая» прямо называет их (в толковании на 33 апостольское правило) «ставильным писанием» или ставленой грамотой.
В IV—V века в африканских церквах священнослужителям выдавались грамоты с обозначением года и дня рукоположения («для отличия младших от старших»), что было закреплено 100-м правилом Карфагенского собора. 6-е правило IV Вселенского собора 451 года запрещало рукоположения без обозначения места (храма), к которому определялся новопосвящённый.
В Русской Церкви, перенявшей византийскую практику, ставленая грамота появились очень рано, но образцы их сохранились лишь с XVI века. В них указываются: имя епископа, при котором рукоположён ставленник, церковь, к которой он назначен, право литургисать (служить литургию), вязать и решить (то есть принимать исповедь), запрещение самовольно переходить в другую церковь, год (от сотворения мира), месяц и число посвящения. При одинаковости содержания ставленых грамот их форма была различной.
В патриарший период (после 1589 года) рукописные ставленые грамоты сменились печатными, что привело к унификации их формы. Если патриарх Иоаким (1674—1690) собственноручно подписывал ставленые грамоты, то при патриархе Адриане (1690—1700) вверху грамот стали печатать лишь имя патриарха. К грамоте прикладывалась двусторонняя печать из красного воска. Грамоты готовили патриаршие дьяки, они же прикладывали к ней печать, записывали её в книгу и отсылали к патриарху для вручения ставленнику. Со ставленой грамотой новый священнослужитель являлся уже в тиунскую избу к приказному старцу; здесь, после новых записей в книги, давали ему новоставленную память и брали с него пошлины, а в памяти писали, что ему служить невозбранено. При прохождении через все эти инстанции нужно было везде платить деньги: «и в том во всем вышеписанном попом и дьяконом была многая волокита, и убытков становилось в поставлении рубля по 4 и больши…».
С учреждением в 1721 году Святейшего Синода форма ставленой грамоты не изменилась, хотя в грамотах священнослужителей, рукоположённых в Синодальной области (бывшей епархии патриарха) вместо имени патриарха приводился титул Святейшего Правительствующего Синода, а вместо патриаршей печати — печать Синода с императорским гербом.
В 1738 году была установлена новая форма ставленой грамоты (на печатном листе с подписью епархиального архиерея и приложением его печати). В 1864 году по представлению митрополита Московского Филарета (Дроздова) и с разрешения Синода были внесены изменения некоторых выражений в ставленой грамоте священника.
В Синодальный период прочтение ставленой грамоты благочинным в собрании прихожан рассматривалось как акт введения новопоставленного священника в отправление его служения. Священнослужителям предписывалось помнить содержание грамоты и периодически её перечитывать.
Определением Синода 1-8 апреля 1897 года был установлен порядок выдачи ставленых грамот лицам, рукоположённым архиереем другой епархии: в таком случае ставленую грамоту должен был подписывать и выдавать архиерей, в ведение которого поступал священнослужитель, с обязательным указанием даты рукоположения и совершившего его архиерея. Для такого случая (а также на случай совершения рукоположения викарным епископом) были внесены изменения в печатный бланк ставленой грамоты, образец которого был разослан в епархии. Согласно определению Синода 4-17 февраля 1898 года рукоположение лиц, поступавших на службу по военному ведомству, совершалось по месту прежней службы (или жительства) лица, где и выдавалась ставленая грамота.